# Alien: Covenant - Prologue: The Crossing
Alien: Covenant - Prologue: The Crossing è un cortometraggio del 2017 diretto da Ridley Scott che funge da prologo al film Alien: Covenant. Distribuito il 26 aprile 2017, si tratta del secondo prologo al film dopo Last Supper.

## Trama
Elizabeth Shaw ripara David ricollegando la testa al suo corpo dopodiché i due partono a bordo di un'astronave degli Ingegneri alla volta del pianeta natale degli Ingegneri. Poiché il viaggio si preannuncia lungo, David mette Shaw in stato di ipersonno promettendo di svegliarla quando sarebbero giunti al pianeta. Rimasto quindi da solo David trascorre il tempo studiando gli Ingegneri ed imparando le loro usanze.	
Qualche tempo dopo l'astronave giunge sul pianeta degli Ingegneri e si posiziona sopra una città da essi abitata. Mentre ammira la città dall'alto David dice "Ammirate le mie opere, potenti, e disperate..." e sgancia sopra di essa centinaia di urne contenenti il "black goo".